# カンバーランドパッキングコーポレイション

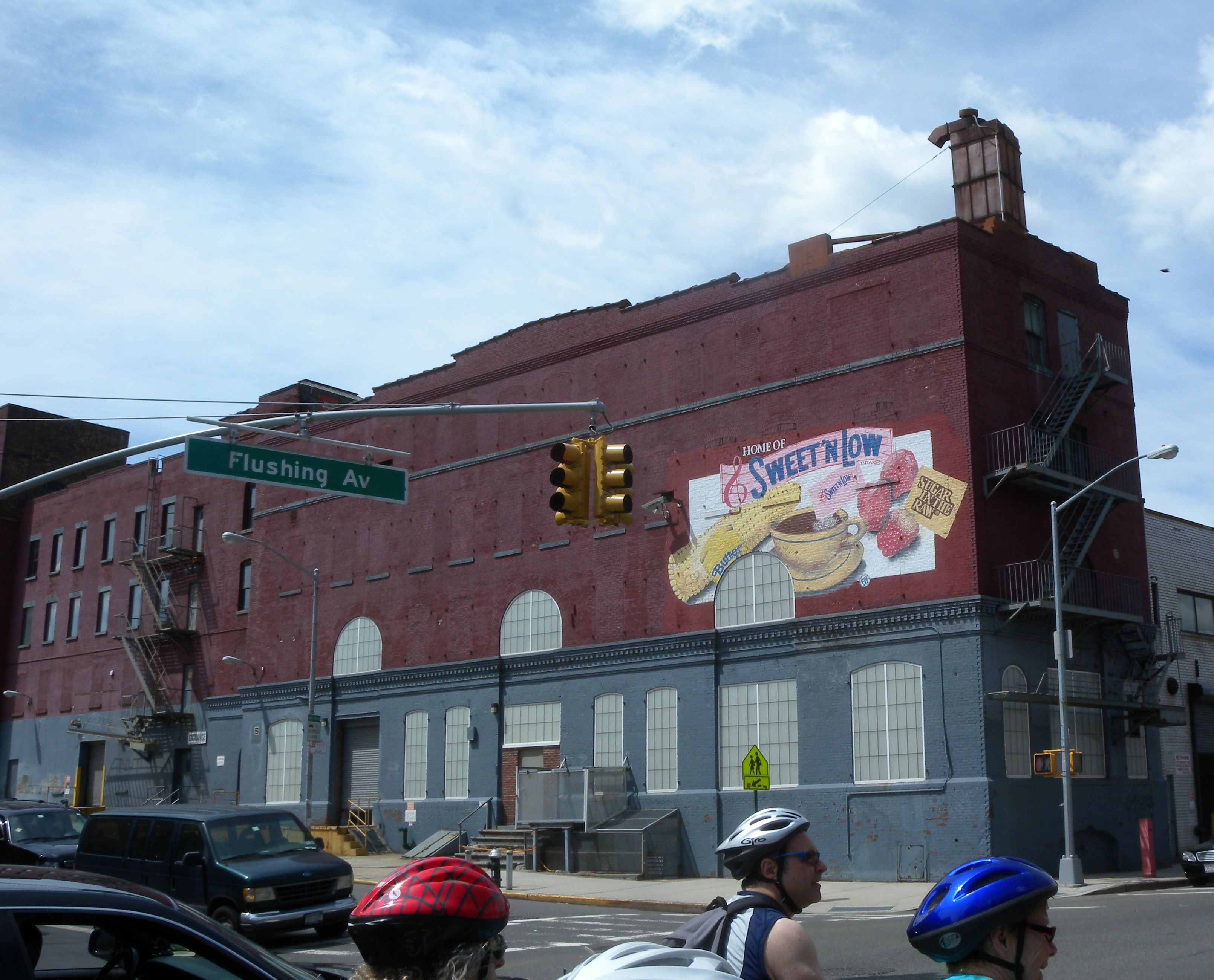
ニューヨーク市ブルックリン区カンバーランド・ストリートにある、カンバーランド・パッキング。

カンバーランドパッキングコーポレイション (Cumberland Packing Corporation) は、ニューヨーク市ブルックリン区のカンバーランド・ストリート2番地 (2 Cumberland Street) にある、非公開会社。ベンジャミン・アイぜンシュタットによって1945年に設立され、ピンク色の砂糖用の紙の小袋に入れて販売されているゼロ・カロリーの人工甘味料スイートンローの製造、流通、マーケティングにあたる会社としてよく知られている。

## 歴史
カンバーランドパッキングは、スイートンローの発明より前に、ティーバッグ工場として創業した。同社は、ティーバッグ製造装置を改造して、砂糖を小袋に詰める手法を最初に開発し、当時のレストランのテーブル上によく置かれていた、衛生面で劣る面がある、砂糖壷の伝統を打破した。
同社は、アメリカ合衆国の商標登録番号 1,000,000 を、スイートンローの楽譜をあしらったロゴタイプについて取得している。
スイートンローは、累積500億袋が生産されてきた。
1970年代はじめには、ベン・アイぜンシュタットの息子であるマーヴィン・アイぜンシュタットが、天然材料の砂糖だけを使った「シュガー・イン・ザ・ロー (Sugar in the Raw)」ブランドを立ち上げた。その大成功を受けて、カンバーランドパッキングは、天然材料を使った「イン・ザ・ロー 」商品のラインを拡充し、ステビアを使用した天然材料のゼロ・カロリーの甘味料「スティーヴィア・オン・ザ・ロー (Stevia in the Raw)」、100％有機栽培リュウゼツランの蜜から成る「Agave In The Raw」、蔦に付いたまま熟したラカンカから作る天然のゼロ・カロリー甘味料「Monk Fruit In The Raw」なども手がけるようになった。2014年、同社は、砂糖に代わる環境に優しいベイキング材料として、「Sugar In The Raw Organic White」を発売した。
1970年代後半、カンバーランドパッキングは、酪農製品の香料の処方「バター・バッズ (Butter Buds)」に関する諸権利を買い入れ、バター・バッズ食品添加物部門 (Butter Buds Food Ingredients division) を新設して、天然材料でできた、脂肪やコレステロールの成分を含まない、バター風味の粒状の添加物を製造し始めた。2013年1月1日、カンバーランドパッキングは、社内の組織再編を行ない、バター・バッズ食品添加物部門は、独立した会社としてバター・バッズ (Butter Buds, Inc.) となった、一連の再編によって、カンバーランドパッキングコーポレイションとバター・バッズの両社は、カンバーランド・ワールドワイド・ホールディングス (Cumberland Worldwide Holdings, Inc.) 傘下でグループを形成することとなった。
カンバーランドパッキングは、この他にも卓上甘味料として、アスパルテームをベースとしたゼロ・カロリーの甘味料「NatraTaste」や、スクラロースをベースとしたゼロ・カロリーの甘味料「NatraTaste Gold」、アセスルファムカリウムで製造するゼロ・カロリーの甘味料「Sweet One」などを製造している。。甘味料製品以外にも、カンバーランドパッキングは、ナトリウムを含まない、塩の代用品「Nu-Salt」も製造している。
カンバーランドパッキングは、400人の従業員を雇用し、ブルックリン海軍工廠の向かい側にある創業以来の工場施設において、卓上甘味料の製造を続けている。
2016年1月、同社は、製造施設を閉鎖し、何百人もの労働者たちをレイオフする計画を明らかにした。

## おもな経営陣
- 創業者：ベンジャミン・アイゼンシュタット（Benjamin Eisenstadt、1906年 – 1996年)
- 会長：マーヴィン・アイゼンシュタット (Marvin Eisenstadt)
- 社長、CEO：スティーヴ・アイゼンシュタット (Steven Eisenstadt)